# Azadeh Maghsoodi
Azadeh Maghsoodi (persisch آزاده مقصودی; * 12. Januar 1990 in Lübeck) ist eine deutsch-iranische Violinistin und politische Aktivistin für die Jin-, Jiyan-, Azadî (Frau-, Leben-, Freiheit)-Bewegung im Iran.

## Werdegang
Mit sechs Jahren begann Azadeh Maghsoodi, Geige zu spielen, sie bekam Unterricht bei Britta von der Lippe. Eine große Inspiration für sie war der iranische Violinist, Komponist und Sänger Bijan Mortazavi, dessen Kassetten sie oft gemeinsam mit ihrem älteren Bruder hörte.
Ihr Jungstudium, Bachelor und Master of Music, bei Maria Egelhof an der Musikhochschule Lübeck schloss sie 2016 mit Bestnote ab. Zwischendurch absolvierte sie ein Erasmus-Studium bei David Takeno an der Guildhall School of Music and Drama in London. Auch nahm sie an vielen internationalen Meisterkursen teil, unter anderem bei Zakhar Bron, Thomas Brandis, Nora Chastain, Baiba Skride, Pavel Vernikov, Igor Ozim und Didier Lockwood.

## Karriere und Auszeichnungen
2005 folgte der erste berufliche Höhepunkt der damals 15-Jährigen: Gemeinsam mit dem britischen Geiger Nigel Kennedy spielte sie das Doppelkonzert für zwei Violinen d-Moll BWV 1043 von Johann Sebastian Bach beim Schleswig-Holstein Musikfestival und fand durch diesen Erfolg internationale Beachtung:

„Azadeh hat eine fantastische Technik. Aber sie hat auch diese Wahrhaftigkeit und Schönheit des Tons, die zeigt, was wirklich in der Musik steckt. So etwas ist sehr selten; nicht nur für einen jungen Menschen, sondern für jeden Musiker.“

Azadeh Maghsoodi ist Preisträgerin internationaler Wettbewerbe und gewann zweifach den NDR-Kultur-Preis. Sie gastierte unter anderem beim Podium Festival Esslingen und Pòdium Matadepera, den Festspielen Mecklenburg-Vorpommern und dem Oberstdorfer Musiksommer und konzertierte als Solistin mit der Neubrandenburger Philharmonie, der Norddeutschen Philharmonie Rostock und dem Polish Chamber Orchestra. Konzertreisen führten sie nach Amerika, Italien, Spanien, Belgien, Russland, Tschechien und ins Baltikum. Weitere Höhepunkte ihrer bisherigen musikalischen Karriere waren ihr Auftritt bei der "NoRuz Gala" im Metropolitan Museum of Art in New York und eine Deutschlandtour als Duo-Partnerin an der Seite von Nigel Kennedy im Jahre 2010.

## Aktuelle Projekte
Seit 2020 entwickelt sie das musikalische Projekt "MoonBach" mit Multiinstrumentalist Andis Paegle, der an verschiedenen Tasteninstrumenten wie dem Fender Rhodes, dem Hohner Clavinet und an der Orgel spielt. Beiden ist es ein Anliegen, mit ihrer Musik kulturelle Brücken zu schaffen. Die Musiker improvisieren auf ausgewählten Kompositionen von Johann Sebastian Bach, persischen Melodien und lettischen Dainas als kulturelle Wurzeln der beiden Musiker und fusionieren die Stücke in einer durch nahtlose Übergänge zwischen den Stücken gekennzeichneten Konzertform. 
Azadeh Maghsoodi war mehrfach im Rundfunk und Fernsehen zu erleben, so wie im April 2023 bei der iranischen Fernsehshow „Chandshanbeh ba Sina“ mit Sina Valiollah und Shadi Asadollahi beim Sender MBC Persia in London. Dabei wurde ein Kindheitstraum wahr, wie sie selbst sagt: Sie durfte auf einer Violine von Antonio Stradivari spielen. Das Instrument wurde ihr von Geigenbaumeister Florian Leonhard (Fine Violins) im Rahmen seiner "Florian Leonhard Fellowship" zur Verfügung gestellt.

## Instrumente
Als langjährige Stipendiatin der Deutschen Stiftung Musikleben spielte Azadeh Maghsoodi Violinen von Joseph Gagliano (Neapel 1795), Lorenzo Ventapane (Neapel 1790) und Stefan-Peter Greiner (Bonn 1998). Derzeit spielt sie eine Neubau-Violine von Jacob Veit Mueller (Berlin 2022).

## Aktivistisches Engagement
Zusätzlich setzt sich Azadeh Maghsoodi als politische Aktivistin für die Menschen im Iran ein, insbesondere für die Jin-, Jiyan-, Azadî-Bewegung. Sie macht auf ihrem Instagram-Account auf die Situation im Iran aufmerksam, gibt Interviews im Radio und zeigt sich auf Demonstrationen präsent.
Auch hat sie an Benefizveranstaltungen wie dem #FREEIRAN-Konzert in Kiel im Dezember 2022 mit Justus Frantz und Unternehmer Bastian Mahmoodi für die Menschenrechtsorganisation Hawar Help e.V mit Düzen Tekkal mitgewirkt.
Im Mai 2023 wird sie Teil der Kieler Benefizreihe zur Unterstützung der Jin-, Jiyan-, Azadî-Bewegung neben Gästen wie Düzen Tekkal, Sharzad Eden Osterer und Luise Amtsberg sein, der Beauftragten der Bundesregierung für Menschenrechtspolitik und humanitäre Hilfe im Auswärtigen Amt.